# Arcticomyces
Arcticomyces — рід грибів родини Exobasidiaceae. Класифіковано у 1959 році.

## Класифікація
До роду Arcticomyces відносять 1 вид:
- Arcticomyces warmingii